# Вильнёв-д’Аск
Вильнёв-д’Аск (фр. Villeneuve-d’Ascq) — коммуна во Франции, регион О-де-Франс, департамент Нор, округ Лилль. Город-спутник Лилля, расположен в 6 км к востоку от центра города. Третий по численности населения, после Рубе и Туркуэн, и наиболее обширный по занимаемой территории (2 746 га), город-спутник Лилля, и пятый город департамента Нор.
Возникший в результате слияния трёх деревень Аск, Аннапп и Флер, коммуна является колыбелью первого автоматического метро в мире (ВАЛ). В этом городе разыгралась трагическая сцена Аскского кровопролития.
Вильнёв-д’Аск называют зелёным технополисом, благодаря присутствию многочисленных учебных заведений и исследовательских центров (Университет Лилль I, Университет Лилль III), высших школ и предприятий, расположенных на обширных зелёных пространствах. Своим статусом одного из важнейших экономических центров региона Нор — Па-де-Кале город обязан технопарку От Борн и двум торговым центрам. Транснациональные компании Бондюэль, Кофидис и Decathlon основали в городе свои головные офисы.
Помимо научной и экономической деятельности, Вильнёв-д’Аск славится спортивными мероприятиями (на его территории расположены два стадиона, некоторые команды являются частью спортивной элиты), музеями (самый известный из которых посвящён модернизму, современному искусству и ар брют), зелёными пространствами, а также инфраструктурами, предназначенными для инвалидов.
Население (2017) — 63 408 человек.

## История
Город Вильнёв-д’Аск образован в 1970 году путём объединения трёх коммун — Аск, Аннапп и Флер — с целью создания крупного научного и промышленного центра. Название города сочетает в себе упоминание того, что это новый город (Villeneuve — буквально «новый город»), и память о коммуне Аск, в которой 1 апреля 1944 года от рук нацистов погибли 86 человек. Дважды — в 1972 и 1976 годах — предпринималась попытка объединения Вильнёв-д’Аска с Лиллем, оба раза неудачно. В 1986 году в Вильнёв-д’Аске открыт наукоград (VAT).

## Достопримечательности
- Замок Флер (Château de Flers) — замок-усадьба XVII века во фламанадском стиле. Открыт для посещения, часть замка занимает краеведческий музей
- Шато дю Сар (Château du Sart) XVIII века, частная собственность
- Церковь Святого Пьера во Флёре XI—XV веков, сочетание классического стиля и неоготики. Является памятником истории
- Церковь Святого Себастьяна в Аннаппе XIII века
- Церковь Святого Пьера в Аске — здание XV века, полностью перестроенное в XIX веке, с карильоном из 9 колоколов
- Музей современного искусства метрополии Лилля, находится в центре городского парка Вильнёв-д’Аска

## Экономика
В настоящее время Вильнёв-д’Аск, благодаря обширной территории, удачному географическому расположению (рядом с Парижем и странами Бенилюкса) и наличию большого числа высококвалифицированных кадров стал месторасположением штаб-квартир многих крупных компаний. В частности, здесь располагаются главные офисы продовольственной группы Bonduelle, торговой сети спортивных товаров Decathlon, финансовой корпорации Cofidis, производителей шоколада Bouquet d’Or и одноразовой посуды Tifany Industrie, информационной группы Netasq, сетей ресторанов Flunch, Les 3 Brasseurs, Pizza Paï.
В 2007 году французский деловой журнал L’Expansion назвал Вильнёв-д’Аск экономически самым быстроразвивающимся городом Франции, определив ему прогноз экономического роста 23,7 % к 2017 году, что намного превышает аналогичные показатели Лилля, Марселя, Лиона и Парижа.
В городе находятся многочисленные учебные и научные заведения (около 42 тыс. студентов и 2,5 тыс. учёных). Два главных учебных заведения — технический университет Лилль I, крупнейший в регионе научный центр, и гуманитарный университет Шарля де Голля (Лилль III). Здесь же расположены технологический университет, архитектурная школа и ряд других.
Структура занятости населения:
- сельское хозяйство — 0,2 %
- промышленность — 3,8 %
- строительство — 4,0 %
- торговля, транспорт и сфера услуг — 62,7 %
- государственные и муниципальные службы — 29,4 %

Уровень безработицы (2017) — 18,2 % (Франция в целом — 12,8 %, департамент Нор — 17,2 %). 

Среднегодовой доход на 1 человека, евро (2017) — 20 200 (Франция в целом — 25 140, департамент Нор — 18 575).

## Демография
Динамика численности населения, чел.

## Администрация
Пост мэра Вильнёв-д′Аска с 2008 года занимает Жерар Кодрон (Gérard Caudron). На муниципальных выборах 2020 года возглавляемый им левый список одержал победу во 2-м туре, получив 51,09 % голосов (из трёх списков).
| Период | Период | Фамилия              | Партия                  | Примечания                                                                      |
| ------ | ------ | -------------------- | ----------------------- | ------------------------------------------------------------------------------- |
| 1970   | 1977   | Жан Демарет          | Разные правые           | сенатор                                                                         |
| 1977   | 2001   | Жерар Кодрон         | Социалистическая партия | учитель, член Генерального совета департамента, депутат Европейского парламента |
| 2001   | 2008   | Жан-Мишель Стьевенар | Социалистическая партия | профессор социологии                                                            |
| 2008   |        | Жерар Кодрон         | Разные левые            |                                                                                 |

## Спорт
В Вильнёв-д’Аск построены многочисленные спортивные сооружения. В городе имеются два 50-метровых бассейна, стадион Stadium Nord на 21,5 тыс. мест, 16 футбольных и 2 регбийных поля, гимнастический комплекс.
В 2012 году был открыт стадион «Пьер Моруа» — арена, вмещающая 50 тыс. человек, стала домашней для футбольного клуба «Лилль» и приняла матчи чемпионата Европы по футболу 2016 года.

## Города-побратимы
Внутри страны
- Ла-Посесьон[фр.], Франция (1992)

За рубежом
- Стерлинг, Великобритания (1984)
- Гатино, Канада (1989)
- Турне, Бельгия (1994)
- Хайдарион, Греция (2001)
- Леверкузен, Германия (2001)
- Яссы, Румыния (2006)
- Уида, Бенин (2006)
- Рацибуж, Польша (2007)

## Галерея

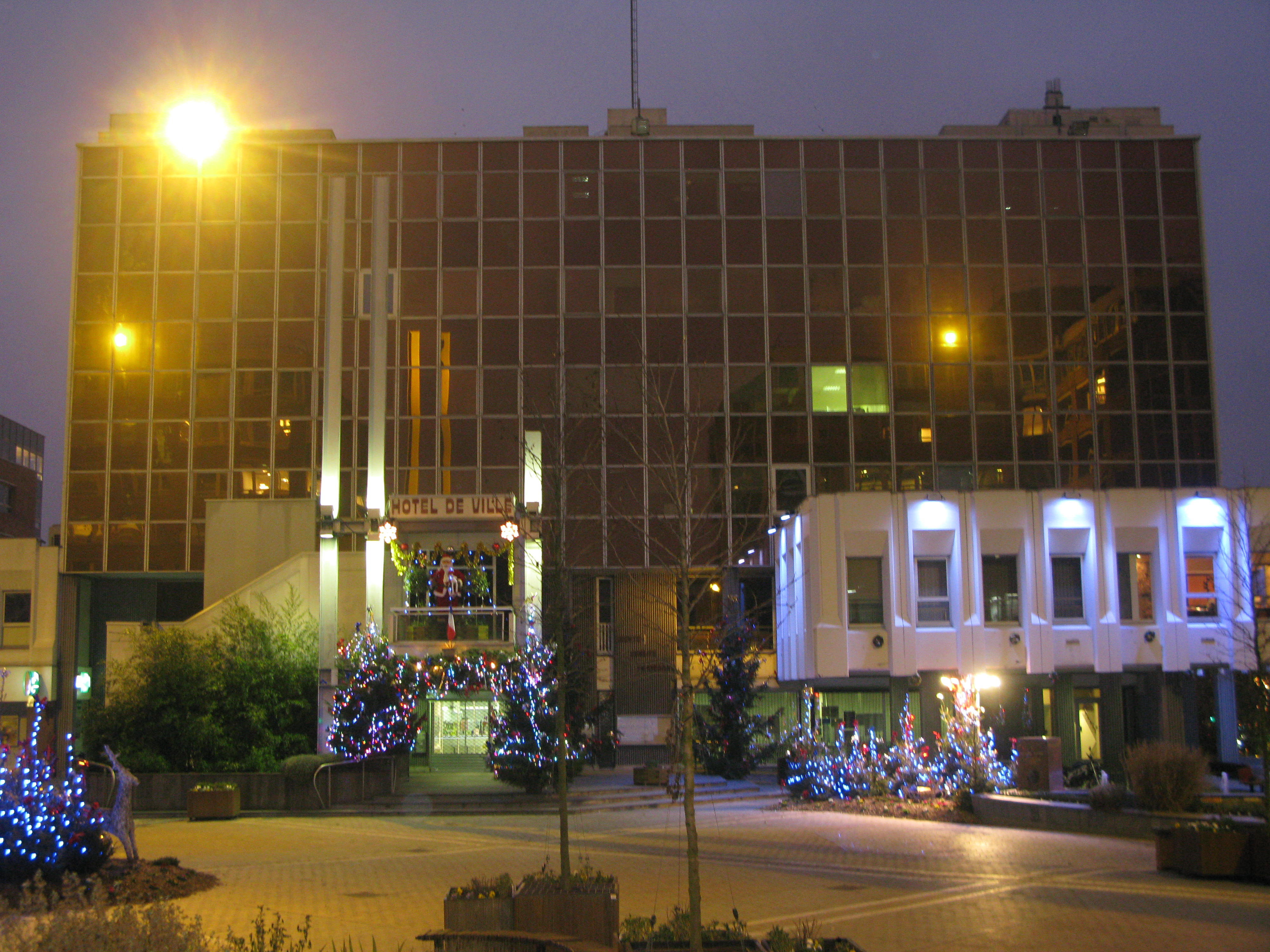
Здание мэрии
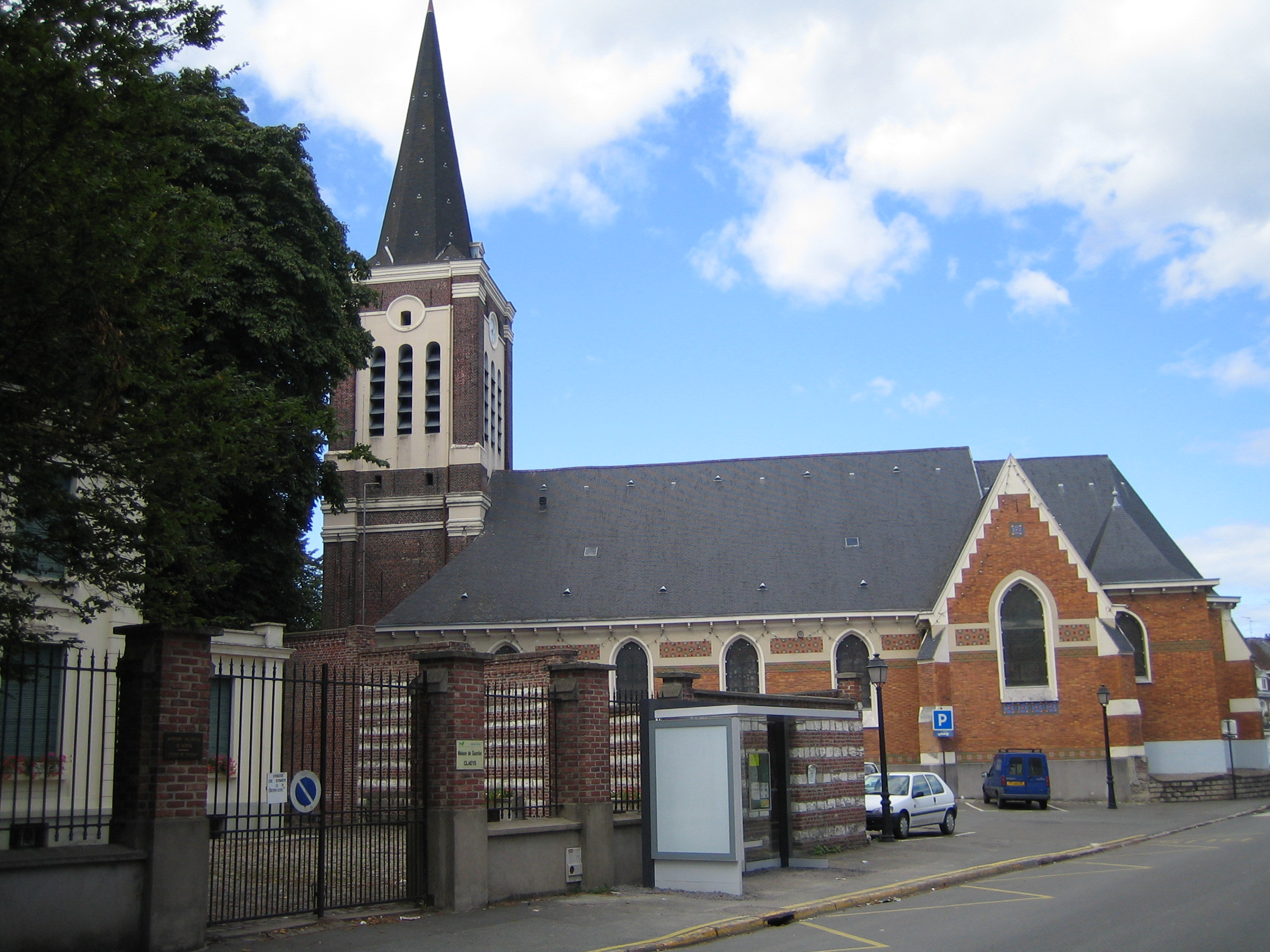
Церковь Святого Петра в Аске
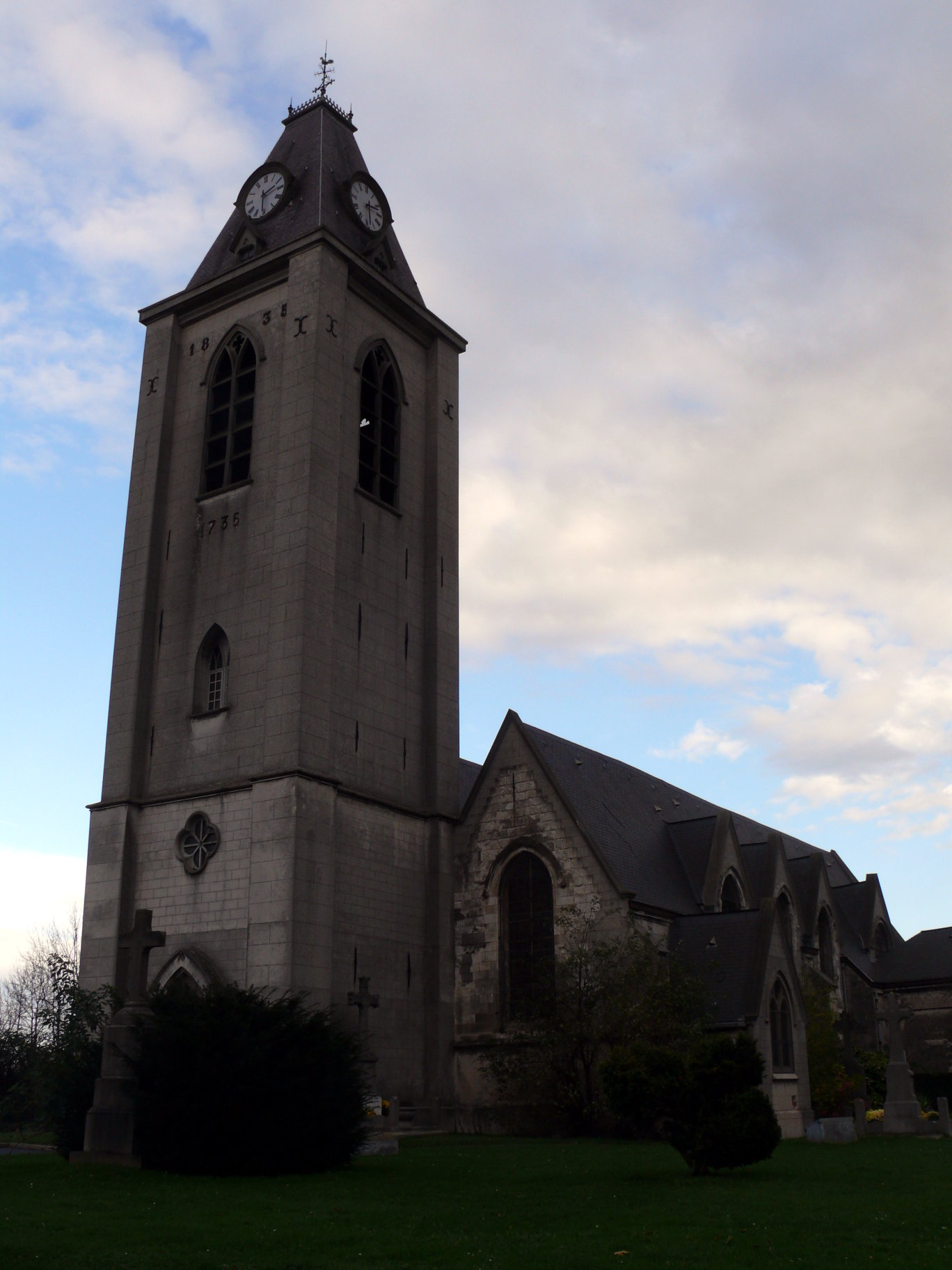
Церковь Святого Себастьяна в Аннаппе
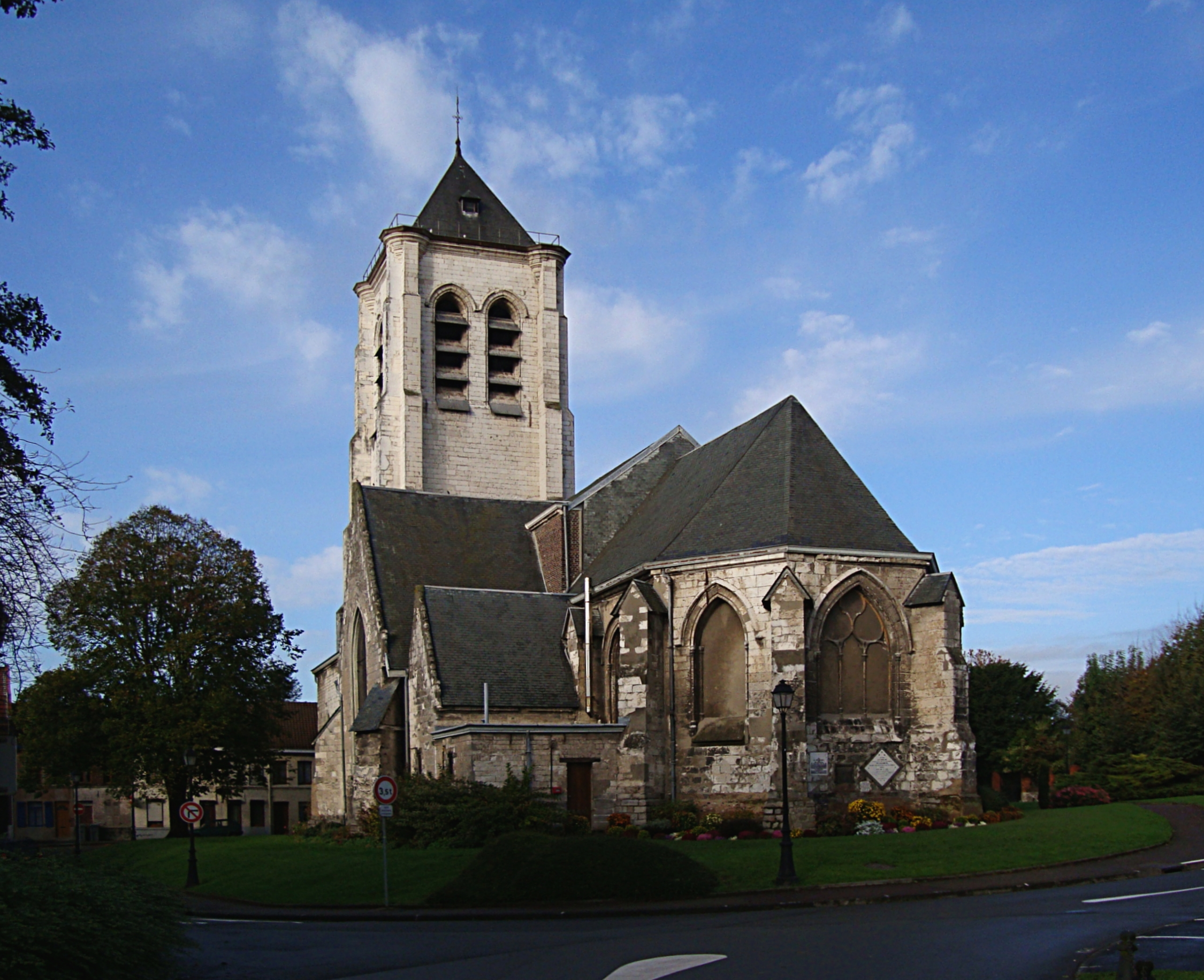
Церковь Святого Петра во Флере
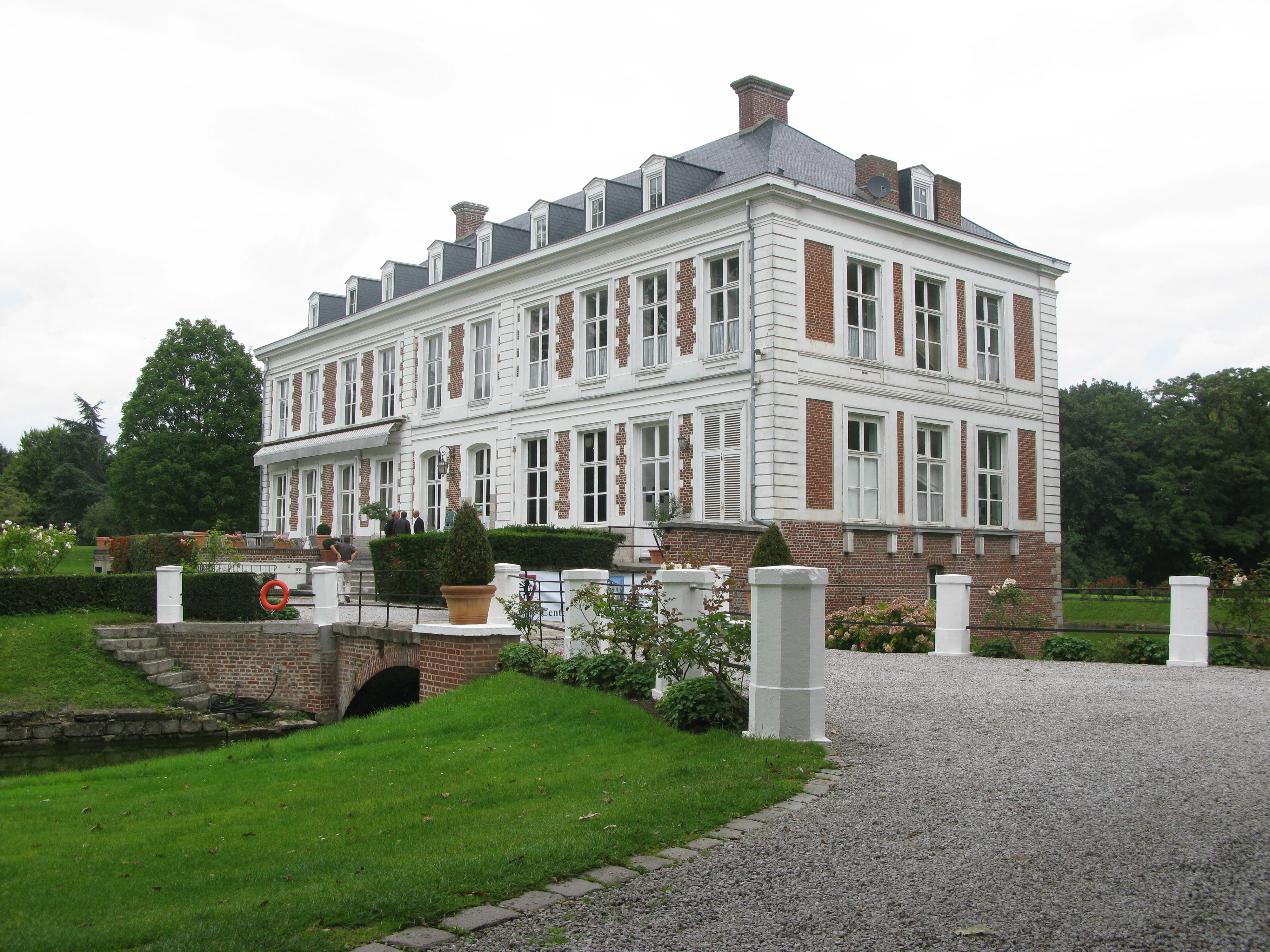
Шато дю Сар
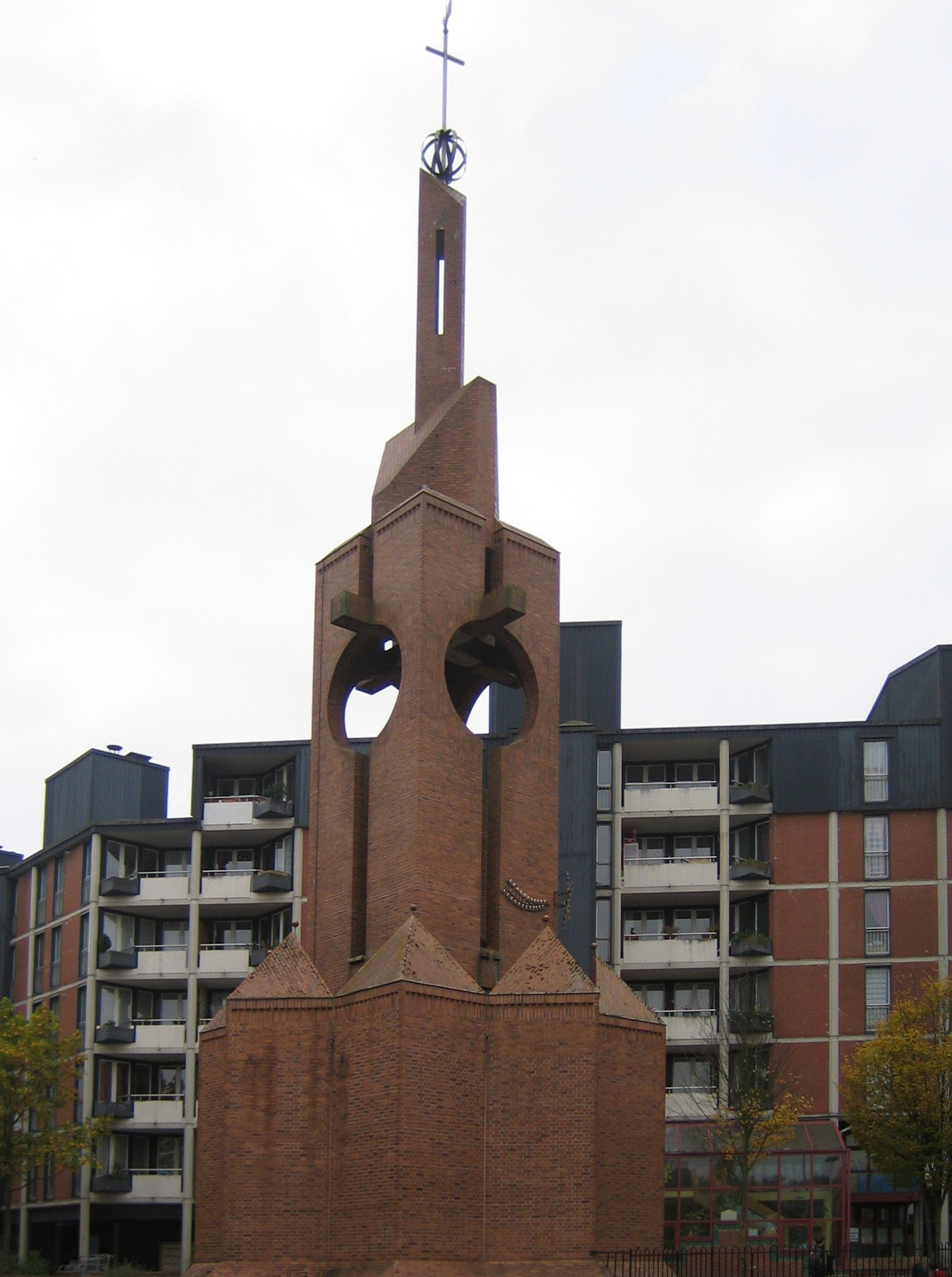
Современная часовня "На перекрёстке"